# 東京堂書店
東京堂書店（とうきょうどうしょてん、英: Books Tokyodo）は、株式会社東京堂によって運営される東京都千代田区神保町にある書店。またテナントビルとして、皇居外周に東京堂千代田ビルディングを所有する。

## 歴史
1890年（明治23年）に大橋新太郎が博文館における小売書店として開業し、翌年、出版取次・出版業も開始した。しかし、出版取次は、太平洋戦争に伴い、1941年（昭和16年）国策会社・日本出版配給（日配）へ吸収された。
戦後、日配の停止清算後も取次は再開しなかったが、1949年（昭和24年）の東京出版販売（東販、現・トーハン）創立にかかわった。1964年には東京堂から小売と出版を分離し、小売部門が東京堂書店、出版部門が東京堂出版となり、「民俗学辞典」「全国方言辞典」など刊行し、“辞書の東京堂”として著名となる。
2011年（平成23年）、東京堂が子会社の東京堂書店を合併した。

## 店舗
かつては、神田神保町店のはす向かいに「ふくろう店」があり、2012年（平成24年）には女性向けの書店「Chez moi（シェ・モワ）」としてリニューアルしたが、翌年に閉店している。このほか、2012年には東中野駅の駅ビルに「アトレヴィ東中野店」、ショッピングセンター ソヨカふじみ野（埼玉県ふじみ野市）に「ソヨカふじみ野店」を出店したが、アトレヴィ東中野店は2015年、ソヨカふじみ野店は2021年に閉店し、店舗は神田神保町店だけとなった。

### 神田神保町店
1982年（昭和57年）に竣工した神田神保町店は千代田区の神田すずらん通りにある。2002年には大規模なリニューアルが行われ、1～3階を書店が占めるようになり、2011年のリニューアルでは、カフェスペースが新設された。
靖国通りの三省堂書店神田神保町本店、書泉グランデなどと共に神保町の代表的な大型書店とされ、規模ではそれらに敵わないものの、独自の棚作りによって立花隆、安原顯、坪内祐三など多くの読書人に愛され、レジ前のメイン平台には各ジャンルの注目の新刊が並ぶので、来店するとまずここをめざす客が多い。

## 東京堂千代田ビルディング
1971年（昭和46年）暮、普通のテナントビルとして設計が着手されるが、途中、太陽神戸銀行（現・三井住友銀行）をテナントとして迎えることが決定した。このため設計は見直され、内部は銀行の本部となる専用ビル、外部まわりはテナントビルスタイルという特異な性格を持つビルとして完成した。
テナントの変遷
完成したビルには太陽神戸銀行が東京営業部を置き営業を始めるが、1990年（平成2年）4月1日、同行が三井銀行と合併すると太陽神戸三井銀行（さくら銀行）本店となり、2000年（平成12年）4月1日、同行が住友銀行と合併すると三井住友銀行九段営業部となった。
三井住友銀行九段営業部が撤退後、2003年（平成15年）3月、旧日本債券信用銀行本店ビルで営業していたあおぞら銀行が再開発や老朽化のため、本店を東京堂千代田ビルに移すが、2017年春、上智大学が四谷キャンパス内に建設したソフィアタワーが完成すると同行本店はテナントとして入り、東京堂千代田ビルから撤退した。
2018年（平成30年）には、リニューアル工事を経て、NTTデータグループの日本電子計算が本社として使用している。

## 沿革
- 1890年（明治23年） - 東京堂創業。小売業を営む。翌年に書籍取次業と出版業を始める。
- 1927年（大正2年） - 社員教育のための[1]青年学校「東京堂教習所」を設立[10]（東京府東京市神田区錦町）。
- 1935年（昭和10年） - 4月、財団法人東京堂学園を設置者として実業学校「実践商業学校」開校（[11]現在の実践学園中学・高等学校）。
- 1941年（昭和16年） - 国内の書籍の流通が日本出版配給株式會社に吸収されることとなり、取次業を終了する。
- 1964年（昭和39年） - 東京堂出版と東京堂書店に分離、独立。
- 2011年（平成23年） - 東京堂と東京堂書店が合併。
- 2012年（平成24年） - 既存店舗リニューアルカフェを併設。ふくろう店を「Chez moi（シェ・モワ）」に改装。6月、ソヨカふじみ野店。8月、アトレヴィ東中野店がオープン。
- 2013年（平成25年） - 「Chez moi」を閉店。